# Perigrapha craspedophora
Perigrapha craspedophora är en fjärilsart som beskrevs av Charles Boursin 1969. Perigrapha craspedophora ingår i släktet Perigrapha och familjen nattflyn. Inga underarter finns listade i Catalogue of Life.